# NGC 41
NGC 41 là một thiên hà xoắn ốc nằm trong chòm sao Phi Mã.